# Тахмасіб Аждаров
Аждаров Тахмасіб Гусейн огли (17 квітня 1964 , Баку ) — вчений Азербайджану та України; доктор економічних наук (2002); у період праці — Головний Радник Державної Податкової Служби 1-го ступеня — Генерал Податкової служби; Майстер спорту по самбо і бігу.

## Біографія
Тахмасіб Аждаров народився 17 квітня 1964 року в Баку. Закінчив Військову партійну школу, фінансово-кредитний факультет Азербайджанського державного економічного університету, юридичний факультет Бакинського державного університету з відмінними оцінками, отримавши ступінь економіста та юриста. Пізніше навчався в Академії Державної Служби при Президенті Російської Федерації.
Після відділення податкової служби з Міністерства фінансів в Азербайджані він працював начальником юридичного відділу Головної Державної податкової інспекції. Через деякий час він був призначений заступником начальника Головної Державної податкової інспекції на підставі розпорядження Президента Азербайджанської Республіки і протягом багатьох років працював на цій посаді, отримавши звання Головного Радника Державної Податкової Служби 1-ї категорії (генерал податкової служби).
Він успішно завершив міжнародні курси підвищення кваліфікації у Франції, Німеччині, Австрії та Туреччинi і отримав сертифікати від цих країн.
У 1996 році він закінчив аспірантуру в Інституті економіки з відмінною оцінкою і успішно захистив кандидатську дисертацію. Рішенням Вищої атестаційної комісії Азербайджанської Республіки від 1997 році Тахмасіб Гусейн огли Аждаров отримав науковий ступінь кандидата економічних наук. Він є першим вченим дослідником з проблем формування та удосконалення податкового механізму в Азербайджані.
У 2000 році він похав до міста Києва, Україна, в зв'язку зі своєю науковою творчою діяльностю. Після закінчення докторантури успішно захистив докторську дисертацію зі спеціальності фінансів, грошового обігу та кредиту. Рішенням Вищої атестаційної комісії України від 2002 році Тахмасіб Гусейн огли Аждаров отримав ступінь доктора економічних наук.
Наукові праці Тахмасіба Аждарова булі опубліковані в Азербайджані, Росії, Україні, Білорусі, Казахстані, Узбекистані, Ірані та Туреччині. Він є автором 15 наукових монографій, 10 брошур, близько 100 наукових статей, ряду навчально-інструкційних, програмних і юридичних проектів. Наразі він проводить дослідження в галузі права та економіки.

## Наукова діяльність

### Наукова діяльність в Азербайджані
Тахмасіб Аждаров у 1992 році був аспірантом Інституту Економіки НАНА, у 1996 році закінчив аспірантуру з відмінними оцінками і та захистив кандидатську дисертацію на тему «Роль податкового механізму в реалізації ринкових реформ» в Азербайджанській Республіці, отримав науковий ступінь кандидата економічних наук. У 1997 році він був зарахований доктором до того ж інституту. Його монографія з проблем формування та удосконалення податкового механізму була опублікована у видавництві «Наука» в 1997 році.

#### Роль у структурах системи Податкової Служби в Азербайджані
Монографія Т. Аждарова «Проблеми формування та удосконалення податкового механізму» показує науково-теоретичні основи формування податкової системи, важливої для молодої держави Азербайджан.
Особливу увагу було приділено вивченню міжнародного досвіду наукових досліджень. Вчений-економіст, який вивчає податкову систему США, Канади, Англії, Франції, Японії та Данії, розробив основи податкової системи республіки з урахуванням досвіду цих країн та національних особливостей Азербайджану.
Т. Аждаров вивчив етапи розвитку податкової системи Азербайджану і зробив дуже важливі практичні висновки.
Монографія Тахмасіба Аждарова на тему «Формування і удосконалення податкового механізму» була надрукована російською мовою в видавництві Російської академії державної служби на підставі подання академіка Азада Мирзаджанзаде у 1997 році. У наступні роки було опубліковано ще 5 монографій з економічних і правових питань Т. Аждарова. Монографії та книги Т. Аждарова доступні в Азербайджані, в Національній бібліотеці Азербайджану імені Мірзи Фаталі Ахундзаде, Центральної міської бібліотеки (сьогоднішня Президентська бібліотека), Науково-технічних бібліотеках. Т. Аждаров регулярно виступав із тезисами на науково-практичних конференціях, присвячених різним темам, що проходили в Республіці.
Докторська робота вченого на тему «Проблеми формування та удосконалення податкового механізму в Азербайджанській Республіці» обговорювалася на спільному засіданні 4-ї кафедри Азербайджанського державного економічного університету, що проводилося 28 вересня 2001 року. Впливові вчені, які брали участь у зустрічі, висловили високі думки про докторську роботу Т. Аждарова.

### Наукова діяльність в Україні

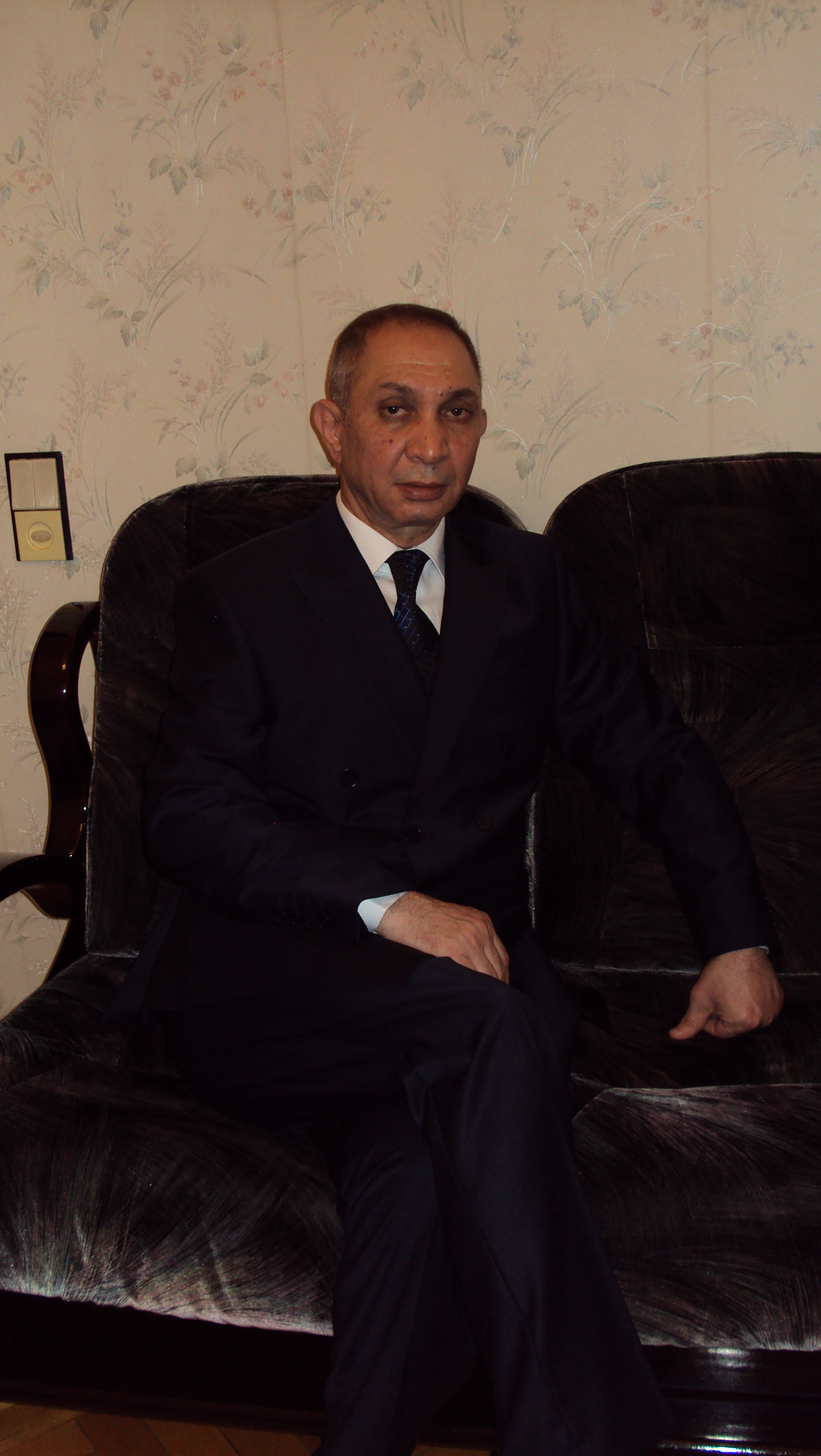
Тахмасіб Аждаров

Оскільки в Азербайджані немає Спеціалізованої Вченої Ради зі спеціальності «Фінансово-грошовий обіг і кредит», Тахмасіб Аждаров продовжив свою наукову діяльність в Україні з 2000 року. Т. Аждаров, який продовжує свою наукову діяльність в Україні, за короткий період став також відомим у наукових колах цієї країни, показав себе як фахівець і вчений з високою теоретичною та практичною підготовкою в галузі податків. Він зміг налагодити тісні творчі контакти зі своїми українськими колегами. Наукові праці, монографії та книги Т. Аждарова можна знайти в науковій бібліотеці Дніпропетровського державного університету, Харківської державної наукової бібліотеки ім. В. К. Короленка, Одеської державної бібліотеки ім. М. Горького, Національної парламентської бібліотеки України та Книжкової палати України.
Монографія Т. Аждарова «Економічний розвиток і податкова політика», яка була опублікована в Києві у 2003 році, була зацікавлена українськими вченими. Під час перебування в Україні Т. Аждаров активно співпрацював з впливовим журналом «Економіст», надрукованим в республіці, публікував статті та коментарі на його сторінках.
Рішенням Вища атестаційна комісія України від 2002 році Тахмасібу Гусейн огли Аждарову була присвоєна ступінь доктора економічних наук.
Висновки наукових досліджень Тахмасіба Аждарова широко використовувалися в фінансових і податкових органах країн СНД.

## Соціально-політична діяльність

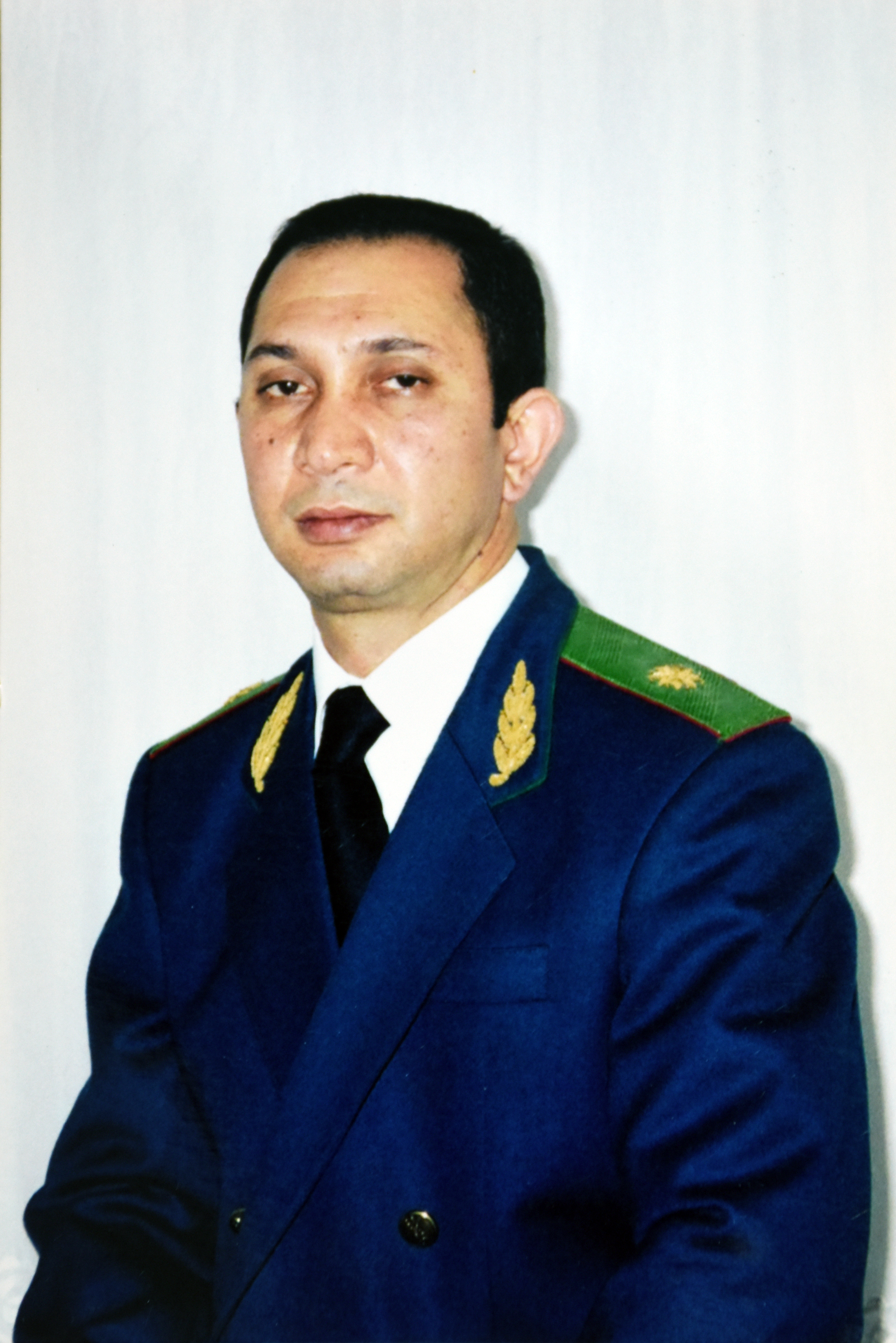

Під час навчання в середній школі брав участь у різних національних предметних олімпіадах і був нагороджений дипломом. Також працював секретарем комітету комсомолу школи. За участю в соціальних роботах був нагороджений похвальним листом Районним Комітетом Союзу Ленінської Комуністичної молоді Азербайджану. Закінчив середню школу з відзнакою.
Під час служби в рядах Т. Аждаров був нагороджений орденом «Відмінного солдату». Завдяки зразковому служінню його батьки неодноразово отримували листи з вдячністю. Його відправили у військову партійну школу при політичному управлінню Забайкальського військового округу. Під час навчання був прийнятий до лав Комуністичної партії Радянського Союзу. З відзнакою закінчив військову партійну школу.
Під час навчання на юридичному факультеті Бакинського Державного Університету Т. Аждаров був головою студентського наукового товариства і брав участь у наукових конференціях. Він представив себе як організатор у більшості подій університету. Працював у Нарімановському районному комітеті Ленінської Комуністичної молодіжної спілки та проводив навчально-організаційну роботу серед молоді.
У період праці у Виробничому об'єднанні Міністерства Житлово-Комунального Господарства Тахмасіб Аждаров працював Головою Народної контрольної групи та забезпечував накопичення фінансових ресурсів у окремих бюджетних фондах. Тахмасіб Аждаров під час свого перебування в Міністерстві Фінансів відновив юридичну роботу Міністерства у відповідності до вимог цього дня. Він розробив Положення зі організації юридичної роботи Міністерства Фінансів, та ці Положення були затверджені Міністерством Юстиції. Після звільнення податкової служби від складу Міністерства Фінансів в Азербайджані Т.Аждаров працював начальником юридичного відділу Головної Державної Податкової Інспекції. Протягом строку перебування на посаді начальника Юридичного відділу він керував 100-членною перевірочною колегією для проведення комплексної перевірки Хатаїнського району міста Баку. В результаті перевірки були виявлені мільйони манатів, прихованих від державного бюджету, і було забезпечено перерахування вказаних коштів до державного бюджету. У той час Тахмасіб Аждаров безпосередньо брав участь у розробці численних законів і положень податкового законодавства Азербайджанської Республіки, а також проектів двосторонніх угод про зону оподаткування, підписаних Азербайджанською Республікою з іноземними країнами. За дорученням президента країни Тахмасіб Аждаров був призначений начальником Головної Державної Податкової Інспекції. Працюючи на цій посаді, він регулярно виступав зі статтями на тему «Податкова політика — культура цивілізації», «Вірус Харам», «Фальсифікація інфляції», «Бюрократична справедливість», «Наш громадянський обов'язок забезпечити економічну безпеку», «Вибіркові інтереси», «Європейські ігри — народні інтересі» та інші на сторінках друку країни.
T.Аждаров не скупився на можливості і спосібності для визнання Азербайджанської діаспори в зарубіжних країнах та для розширення зв'язків азербайджанців світу з рідною землею.
Він працював в організаціях Азербайджанської діаспори в різних країнах і підтримував зв'язки з азербайджанцями різних країн. Під час поїздки за кордон Т.Аждаров зустрівся зі своїми співвітчизниками, і вважав своїм обов'язком ознайомитися з їхніми досягненнями та турботами. Результатом цих відносин було обрання Т.Аждарова на з'їзд Конгресу Азербайджанців Світу у 2004 році, і він взяв активну участь у цьому престижному форумі.
Дипломатичні представництва іноземних держав, що працюють в Азербайджані, також запросили доктора економічних наук Т.Аждарова взяти участь у проведених ними різних заходах.

## Сім'я
Тахмасіб Аждаров виріс в інтелігентному сімейному середовищі. Його батько — відомий економіст, професор Аждаров Гусейн Гадім огли, його дядько — кандидат медичних наук, доцент і почесний професор ЮНЕСКО Гурбанов Мехді Гадім огли. Існування такого сімейного середовища завжди закликало Т.Аждарова до наукових досліджень та інновацій. Тахмасіб Аждаров має 3 дітей.

## Наукові твори
Тахмасіб Аждаров є автором 15 наукових монографій, 10 брошур, близько 100 наукових статей. Роботи, які представлені нижче, є частиною його наукової діяльності.
1. Розвиток вільного підприємництва та податкова політика в умовах переходу до ринкової економіки. Баку, 1995.
2. Шляхи подолання економічної кризи в умовах переходу до ринкової економіки. Баку, 1996.
3. Проблеми формування та вдосконалення податкового механізму / Т. Г. Аждаров; ред. Т. А. Пашаєв; Інститут Економіки АН Азербайджану. — Баку: Наука, 1997. — 118 с. — 500 прим, Монографія — ISBN 5-8066-0754-2
4. Формування та вдосконалення податкового механізму: монографія / Т. Аждаров; Інститут Економіки АН Азербайджанської РСР. — Баку: Наука, 1997. — 111 с.: табл. — 300 прим.
5. Формування та вдосконалення податкового механізму: Монографія, Т. Аждаров; рецензенти: Г. Г. Джафаров, А. А. Абдуллаєв, Москва, 1997, РАГС, 111 с, 300 прим. ББК 65 А 11
6. Необхідність створення органу «Податкова поліція» та важливість його діяльності / Т. Г. Аждаров; Ред.: М. Д. Мамедов. Б.: ІЕАНАз (AzETETİİ), 1999. 18 с.
7. Механізми впливу Вільних Економічних Зон на розвиток промисловості в Азербайджані. Баку, 1999.
8. Напрямки розвитку Азербайджанської промисловості в умовах ринковій економіці/ Т. Г. Аждаров; Державний Комітет Науки і Технологій Азербайджанської Республіки; Азербайджанський Науково-Дослідний Науково-Технічний Інформаційний Інститут; Ред.: А. А. Абдуллаєв. — Б.: 1999. — 12 с.
9. Механізм зовнішньоекономічних зв'язків та оподаткування. Баку, 2000.
10. Прогнозування податкових надходжень. Баку, 2001.
11. Вплив податкової політики на доходи бюджету в Азербайджані. Баку, 2001.
12. Регуляторна роль податкового механізму в сучасному стані Азербайджанської промисловості та її розвитку/ T.Г.Аждаров. — Тебріз: Akhtar Publishing, 2001. — 158 с.; 20,5 см — Фарською мовою. — 100 прим. Монографія.
13. Напрями вдосконалення податкової проблеми та податкової служби в Азербайджані/ Т. Г. Аждаров. — Тебріз: Пошук, 2001. — 184 с. — Фарською мовою. — 100 прим. — Монографія. ISBN 964-6756-73-5
14. Проблеми податкової та податкової політики в Азербайджані. Баку, «Сабах», 2001. 154 с.[4] ISBN 5-86106-221-8 Монографія
15. Проблема оподаткування в розвитку економіки Азербайджану та аспекті її дослідження/ Т. Г. Аждаров; наукова ред.: A.Ш. Шекералієв. — Баку: Наука, 2001. — 534 с.: табл. — 1000 прим. — ISBN 5-8066-1349-6 Монографія
16. Проблема оподаткування в розвитку економіки Азербайджану та аспекті її дослідження: Монографія/ Тахмасіб Гусейн огли Аждаров. — Баку: [Б.и.], 2001. — 534 с. 1000 прим. — Українською мовою.[5]ISBN 5-8066-1349-6
17. Вплив податкового механізму на Азербайджанську промисловість та її розвиток в умовах ринковій економіці/ T.Г.Аждаров; ред.: Г. Р. Гейбуллаєв. — Баку: видавництво Бакинського Університету, 2001. — 154 с. — 500 прим. Монографія.
18. Висновок та рекомендації за дослідницькою роботою на тему «Результати та рекомендації дослідницької роботи з проблем формування та вдосконалення податкового механізму в Азербайджані». Баку: «Горгуд», 2001. 36 с.
19. Проблеми формування і вдосконалення податкового механізму в Азербайджанській Республіці/ дис. д-ра екон. наук:/ Аждаров Тахмасіб Гусейн огли; НАН Азербайджану, Інститут економіки. — Баку, 2001. — 398 л.: рис., табл. — Библиогр.: л. 367—383. Монографія.
20. Проблеми вдосконалення податкової концепції в Азербайджані в умовах економічних реформ: монографія / T.Г.Аждаров; ред.: С. Г. Агаєв. — Баку: видавництво Бакинського Університету, 2001. — 169 с.: табл. — 500 прим. Монографія.
21. Проблеми формування та удосконалення податкового механізму в Азербайджанській Республіці. / Мова: Українська. http://www.allbest.ru/ [Архівовано 19 червня 2019 у Wayback Machine.] / Київ, 2002. Архівовано
22. «Становлення економіки та податкова політика Азербайджану». Аждаров Тахмасіб. Київ, 2003. Рус. 310 с., «інюре» пуб. Науковий ред. др. екон. наук: Б.Кваснюк. ISBN 996-7278-96-4 — монографія
23. Розвиток економіки і податкова політика. Київ, 2005, на рос. мові, 220 с, 1000 прим, ред: др.экон.наук T. Мостенська, «инюрэ» пуб. Монографія.
24. Досвід вивчення податкової політики розвинених зарубіжних країн. Баку, 2004.
25. Механізми впливу вільних економічних зон на розвиток промисловості в Азербайджані/ Т. Г. Аждаров; Державний комітет науки і технологій Азербайджанської Республіки; Азербайджанський науково-дослідний науково-технічний інформаційний інститут. Б.: 2005. 10 с.
26. Механізм розвитку вільного підприємництва та оподаткування в Азербайджані. Баку, 2006.
27. Способи збільшення податкових надходжень. Москва, 2006. на рос мові.
28. Розвиток податків та підприємства. Україна, 2007. на рос. мові.
29. Вплив податкової політики на бюджетні надходженні. Україна, 2008. на рос. мові.
30. Податкова політика. Мінськ, 280с. 2009. 1000 екз. на рос мові. Монографія.
31. Стабілізація податкових надходжень. Узбекистан, 2010. на рос. мові.
32. Європейські ігри як історична подія в інтересах нашого народу. Архів (2019-06-16) azadinform.az — 24.06.2015